# Прудня (Смоленская область)
Прудня — деревня в Гагаринском районе Смоленской области России. Входит в состав Покровского сельского поселения. Население — 13 жителей (2007 год). 
Расположена в северо-восточной части области в 18 км к юго-западу от Гагарина, в 12 км южнее автодороги М1 «Беларусь», на берегу реки Малая Гжать. В 20 км северо-восточнее деревни расположена железнодорожная станция Гагарин на линии Москва — Минск. 

## История
В годы Великой Отечественной войны деревня была оккупирована гитлеровскими войсками в октябре 1941 года, освобождена в марте 1943 года. 